# Caetés (romance)
Caetés é o primeiro romance do escritor brasileiro Graciliano Ramos publicado em 1933 pela Livraria Schmidt Editora. A história desenvolve-se em Palmeira dos Índios, cidade em que viveu Graciliano Ramos.

## Sinopse
João Valério, o personagem principal, introvertido e fantasioso, apaixona-se por Luisa, mulher de Adrião, dono da firma comercial em que trabalha. O caso amoroso é denunciado por uma carta anônima, levando o marido traído ao suicídio. Arrependido, João Valério, afasta-se de Luisa, continuando, porém, como sócio da firma.
Neste romance em primeira pessoa, aparecem duas instâncias de narração, diferentes entre si: o livro que o narrador-personagem João Valério escreve (cujo título é também Caetés) não se assemelha ao romance Caetés que Graciliano está escrevendo, entretanto, o narrador personagem acaba por se inscrever entre essas duas linhas, colocando-se ele próprio e toda a sociedade de Palmeira dos índios analogicamente como índios caetés. No romance homônimo escrito pelo personagem, o tema principal é a deglutição do bispo Sardinha pelos índios, episódio presente no Manifesto antropófago de Oswald de Andrade enquanto no romance de Gracialiano, o índio deixa de ser um ícone do processo constitutivo da nação, para se transformar em um personagem. Benjamin Abdala Júnior diz que "na interação dos caracteres, como ocorrem em relação ao João Valério, de Caetés, afirmam-se as marcas do autor implícito."

## Crítica
Os críticos não acolheram bem Caetés e os detratores chegam a dizer que, em Caetés, temos mais de Eça de Queirós do que Graciliano Ramos. Antonio Candido foi um desses críticos ao afirmar que o romance é um "exercício de técnica literária mediante o qual [o autor] pode aparelhar-se para os grandes livros posteriores."
Já Osman Lins exprimiu seu apreço por Caetés indicando o excesso de rigor com que a crítica o teria apreciado: "críticos exigentes fazem certas restrições à obra, entretanto límpida, arguta e equilibrada".